# 데이터 모델링
데이터 모델링(data modeling)이란 주어진 개념으로부터 논리적인 데이터 모델을 구성하는 작업을 말하며, 일반적으로 이를 물리적인 데이터베이스 모델로 환원하여 고객의 요구에 따라 특정 정보 시스템의 데이터베이스에 반영하는 작업을 포함한다. 후자의 의미로 흔히 데이터베이스 모델링으로 불리기도 한다.

## 과정

### 데이터 구조
데이터 모델링을 해 나갈 때는, 사람들은 데이터를 구조화하고 조직화한다. 뒤이어 이러한 데이터 구조는 데이터베이스 관리 시스템(DBMS) 상에서 구현된다. 데이터를 정의하고 조직화하는 것 외에도, 데이터 모델링은 (명시적으로나 비명시적으로) 구조 안에를 규정해 나가게 된다.
구조화되었거나 구조화 안 되었거나 거대한 양의 데이터를 관리하는 것이 정보 시스템의 주요 기능이다. 하지만 관계형 데이터베이스와 같은 데이터 관리 시스템 상의 저장소에 담을 구조적인 데이터를 기술하는 것이 데이터 모델이다. 데이터 모델은 구조화되지 않은 것들, 예를 들어 문서 편집기로 작성한 문서, 이메일 메시지 등은 보통 기술하지 않는다.

## 같이 보기
- 정보 관리
- 아키텍처 패턴
- 데이터 사전
- 빌딩 정보 모델링
- 자크만 프레임워크